# Euryomyrtus
Euryomyrtus es un género de plantas perteneciente a la familia Myrtaceae. Originario del sudoeste de Australia. 

## Taxonomía
El género fue descrito por Johannes Conrad Schauer y publicado en Linnaea 17: 239. 1843.

## Especies
- Euryomyrtus denticulata (Maiden & Betche) Trudgen, Nuytsia 13: 563 (2001).
- Euryomyrtus inflata Trudgen, Nuytsia 13: 553 (2001).
- Euryomyrtus leptospermoides (C.A.Gardner) Trudgen, Nuytsia 13: 550 (2001).
- Euryomyrtus maidenii (Ewart & Jean White) Trudgen, Nuytsia 13: 557 (2001).
- Euryomyrtus patrickiae Trudgen, Nuytsia 13: 559 (2001).
- Euryomyrtus ramosissima (A.Cunn.) Trudgen, Nuytsia 13: 560 (2001).
- Euryomyrtus recurva Trudgen, Nuytsia 13: 555 (2001).